# West-Koerdistan

Locatie van Koerdisch sprekende gemeenschappen in het Midden-Oosten (Le Monde diplomatique, 2007)

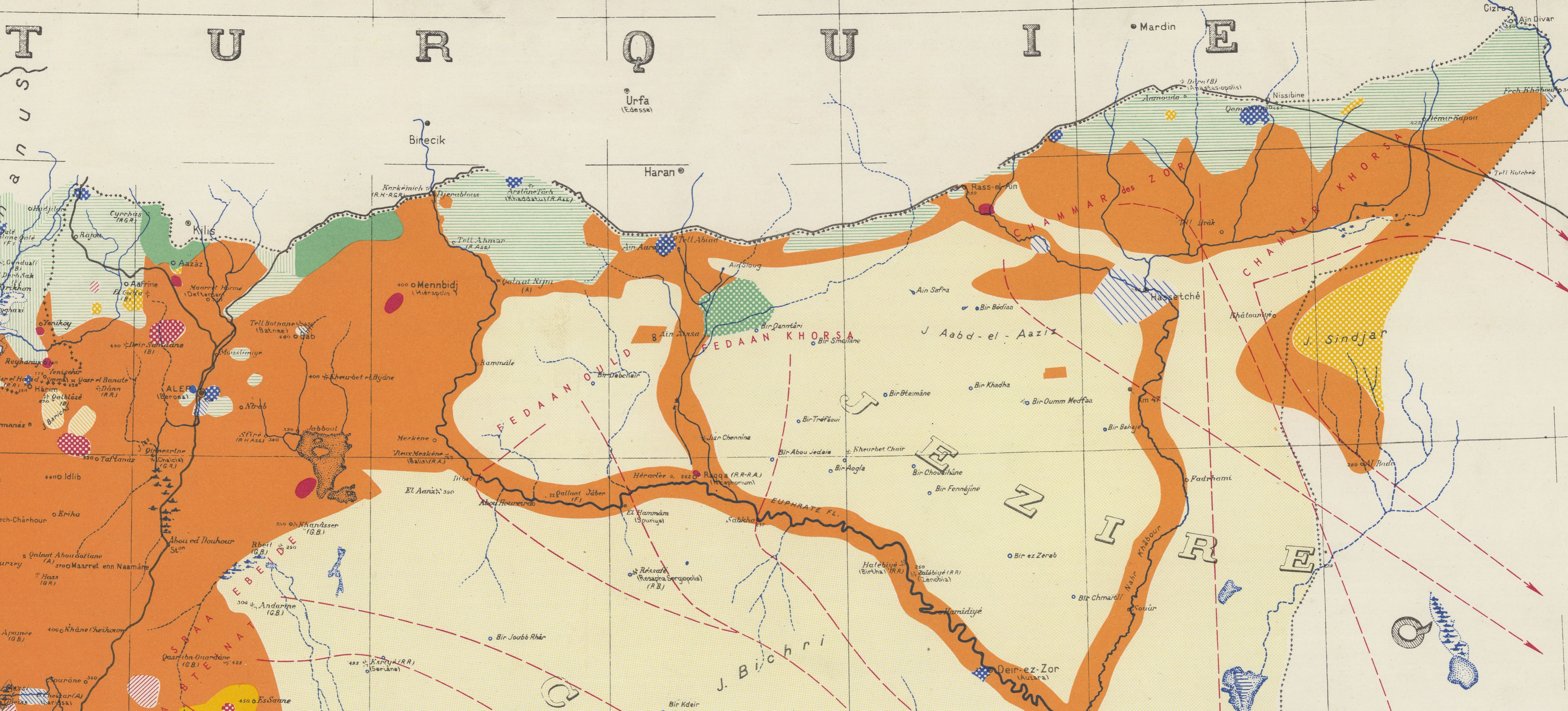
West-Koerdistan (groene horizontale arcering) ten tijde van het Franse Mandaat (1935)

West-Koerdistan of Syrisch Koerdistan (kurde:  Rojavayê Kurdistanê), vaak afgekort als Rojava, wordt door veel Koerden en sommige regionale experts beschouwd als onderdeel van Koerdistan in Syrië, zover ze kunnen zien, zuidoostelijk Turkije (Noord-Koerdistan), Noord-Irak (Zuid-Koerdistan) en Noordwest-Iran (Oost-Koerdistan). Er is onduidelijkheid over de geografische omvang en de term heeft verschillende betekenissen, afhankelijk van de context. Ongeveer 80% van de West-Koerden leeft in overwegend Koerdische regio's langs de grens tussen Syrië en Turkije.

## Geschiedenis van de term

1803 Ottomaanse Atlas Cedid, die de Ottomaanse interpretatie van Koerdistan in blauw toont (waarin zeer weinig van het moderne Syrië wordt opgenomen).

Hoewel Koerdisch nationalisme een lange geschiedenis heeft, is de omvang van Koerdistan in de loop van de tijd betwist. Koerden leefden eeuwenlang in een gebied dat nu deel uitmaakt van de Syrische Arabische Republiek, en na de opdeling van het Ottomaanse rijk werd de Ottomaanse Koerdische bevolking verdeeld over haar opvolgerstaten, Turkije, het Britse mandaat Mesopotamië. en het mandaat voor Syrië en Libanon. Vóór de jaren tachtig werden de Koerdische regio's van Syrië algemeen beschouwd als "Koerdische regios van Syrië". Lokale Koerdische partijen hebben over het algemeen ideologieën gehandhaafd die binnen een stevig Syrisch nationalistisch kader zijn gebleven en hebben niet gestreefd naar een onafhankelijke Koerdische staat. In de jaren 1920 waren er twee afzonderlijke eisen voor autonomie voor de regio's met een Koerdische meerderheid, een van Nouri Kandy, een invloedrijke Koerd uit de Koerdische bergen en een andere van de Koerdische stamhoofden van de Barazi-confederatie. Geen van beide werd in aanmerking genomen door de Franse mandaatautoriteiten, waaronder West-Koerdistan in zijn kortstondige staat, de staat Aleppo [23].
Verwijzingen naar Syrisch grondgebied als onderdeel van Koerdistan kwamen vaker voor onder Westerse Koerden in de jaren tachtig en negentig, een ontwikkeling die werd aangewakkerd door de Koerdische Arbeiderspartij (PKK), die in Syrië was gevestigd nadat Hafez al-Assad hem een veilige haven had gegeven. na de Turkse staatsgreep van 1980. De aanwezigheid van de PKK heeft het Koerdisch nationalisme in Syrië versterkt, waar lokale Koerdische partijen voorheen een "duidelijk politiek project" misten dat verband hield met een Koerdische identiteit, deels als gevolg van de politieke onderdrukking van de Syrische regering. Ondanks de rol van de PKK bij het koesteren van aspiraties naar een onafhankelijk Koerdistan, streven de Democratische Uniepartij (PYD) (de Syrische opvolger van de PKK) en de PKK niet langer naar een Koerdische staat. Vandaag zijn ze pleiten voor de afschaffing van de grenzen van staten in het algemeen, omdat beide partijen, samen met de rest van de Unie van Koerdistan Gemeenschappen, zijn van mening dat het niet nodig is om een staat te creëren. Scheiden Koerdisch als het zou doen project hun internationale toestaan dat de grenzen die Koerdistan scheiden langs indirecte weg worden verwijderd.
Het idee van een Syrisch Koerdistan werd zelfs nog relevanter na het begin van de Syrische burgeroorlog, aangezien de door Koerden bewoonde gebieden in het noorden van Syrië onder de controle vielen van door Koerdische gedomineerde facties. De PYD vestigde een autonoom bestuur in het noorden van Syrië, dat het soms "Rojava" of "West-Koerdistan" noemde. In 2014 gebruikten veel Syrische Koerden deze namen om het noordoosten van Syrië aan te duiden. Koerdische nationalistische partijen, zoals de Koerdische Nationale Raad (KNC), zijn begonnen op te roepen tot de oprichting van een Syrische Koerdische staat, hetgeen de bezorgdheid van Syrische nationalisten en enkele waarnemers heeft geuit. Echter, toen de regering onder leiding van de PYD controlegebieden nam die etnisch steeds diverser werden, werd het gebruik van de "Rojava" om de fusie tussen de proto-staten geleidelijk te verminderen in officiële contexte, hoewel het politieke regime door de mensen nog steeds Rojava werd genoemd. en landen over de hele wereld. waarnemers, waarbij journalist Metin Gurcan opmerkte dat "het concept van Rojava in 2019 een steeds meer erkend merk [was] geworden".

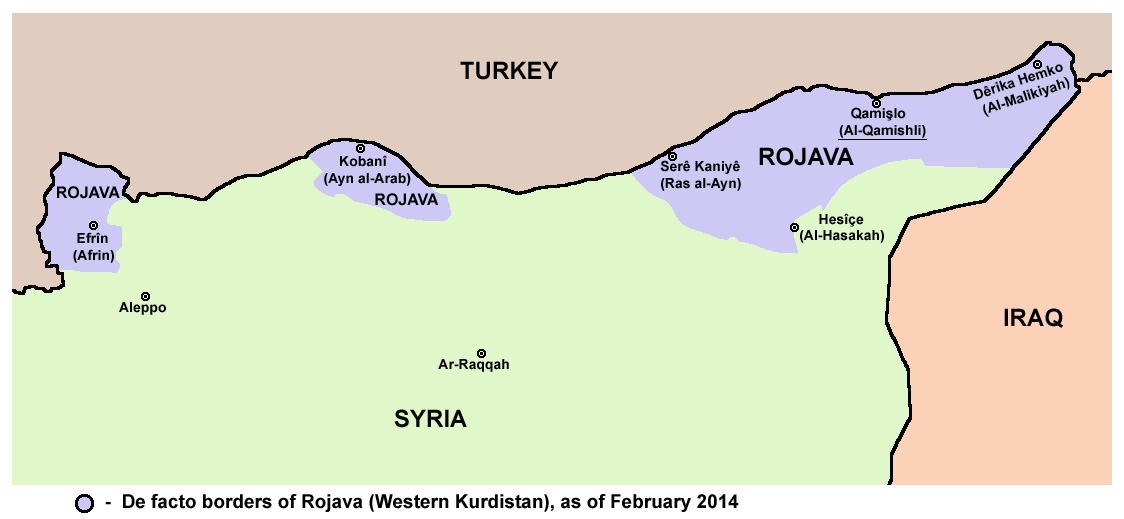
Het autonome bestuur van Noord- en Oost-Syrië in 2014, door het Koerdische Project 'Syrisch Koerdistan' genoemd

Syrisch Koerdistan is, net als de rest van Koerdistan, niet duidelijk gedefinieerd en de omvang ervan is onderhevig aan verschillende interpretaties. Na de opdeling van het Ottomaanse Rijk en de oprichting van de Republiek Turkije in 1923, werd de Ottomaanse Koerdische bevolking verdeeld over haar opvolgerstaten Turkije, het Frans Mandaat Syrië, en het Britse Mandaat Mesopotamië. Syrisch Koerdistan grenst aan Koerdistan van noord naar noord en Koerdistan van zuid naar oost. Afhankelijk van hun verschillende interpretaties tonen de meeste etnografische kaarten twee of drie verschillende overwegend Koerdische regio's langs de Syrisch-Turkse grens.

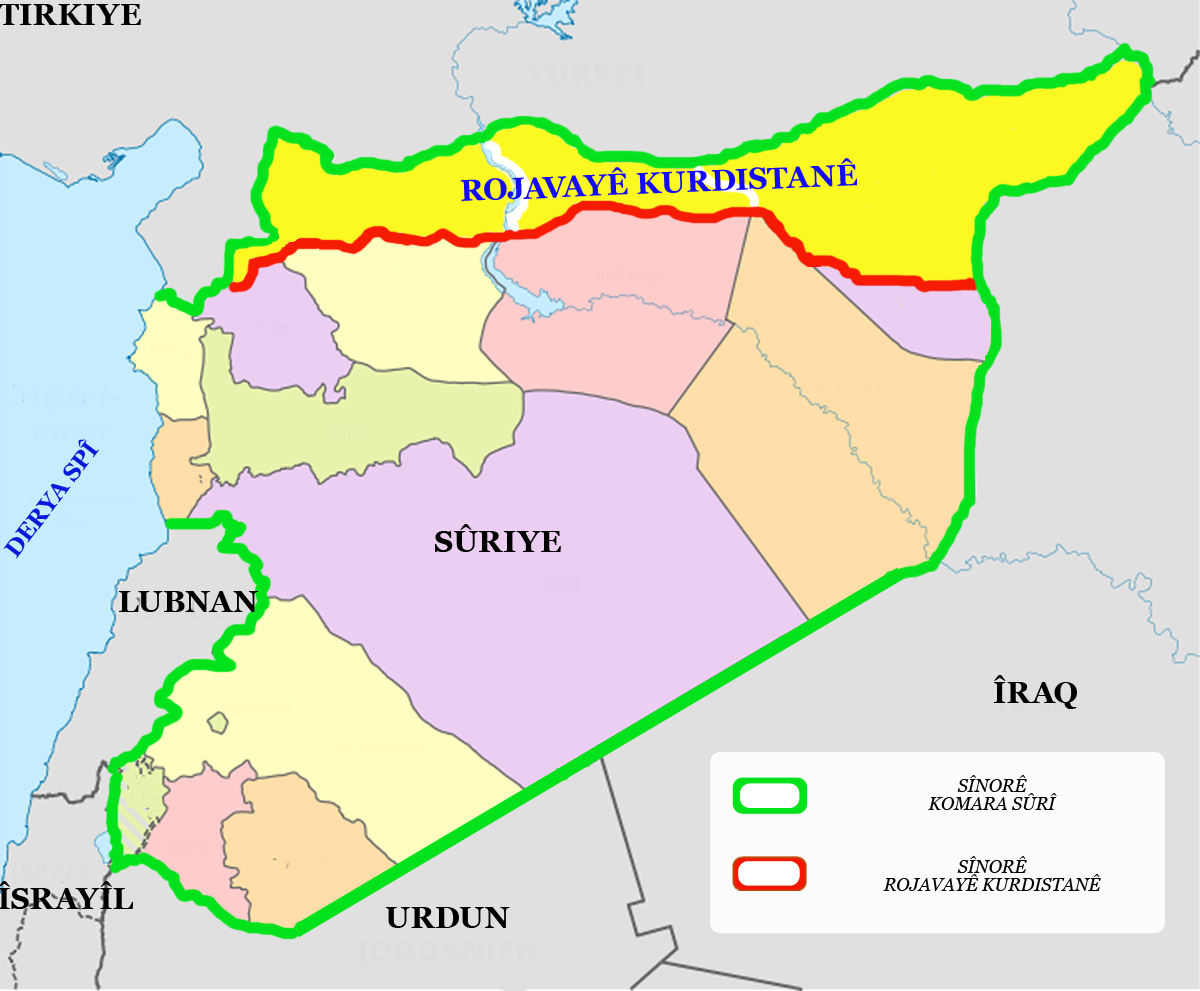
Koerdische nationalistische visie op West-Koerdistan, met name ondersteund door de Koerdische Nationale Raad

De meest genereuze vertegenwoordigingen van Syrisch Koerdistan zijn die van de Koerdische nationalisten, die kaarten produceerden die laten zien wat zij beschouwen als Syrisch Koerdistan. Het is meestal een smalle strook langs de grens tussen Syrië en Turkije die naar het oosten toe dikker wordt. Twee Ekurd Daily uit 2012 en 2013 bestreken het hele noorden van Syrië, inclusief bijna het hele gouvernement al-Hasakah, het noorden van de provincie Deir ez-Zor, het noorden van het gouvernement van Raqqa en het noorden van het gouvernement van Aleppo, evenals regio's van het gouvernement van Idlib. grenzend aan de Turkse provincie Hatay, in West-Koerdistan. In 2013 was Syrisch Koerdistan synoniem geworden met gebieden die door de PYD werden geregeerd, ongeacht de etnische meerderheden. In wezen werd de term gebruikt om de "niet-aangrenzende gebieden met een Koerdische bevolking" in de regio aan te duiden. Een 2015 kaart door Nori Brimo, lid van de Koerdische Nationale Raad (KNR), is gepubliceerd, wat grotendeels overeenkomt met de kaarten van de dagelijkse Ekurd, maar ook met de provincie Hatay, waardoor deze versie van de westerse Koerdistan toegang tot het geven van Middellandse Zee. Deze kaarten bevatten de uitgestrekte, overwegend Arabische gebieden tussen de belangrijkste Koerdische regio's.

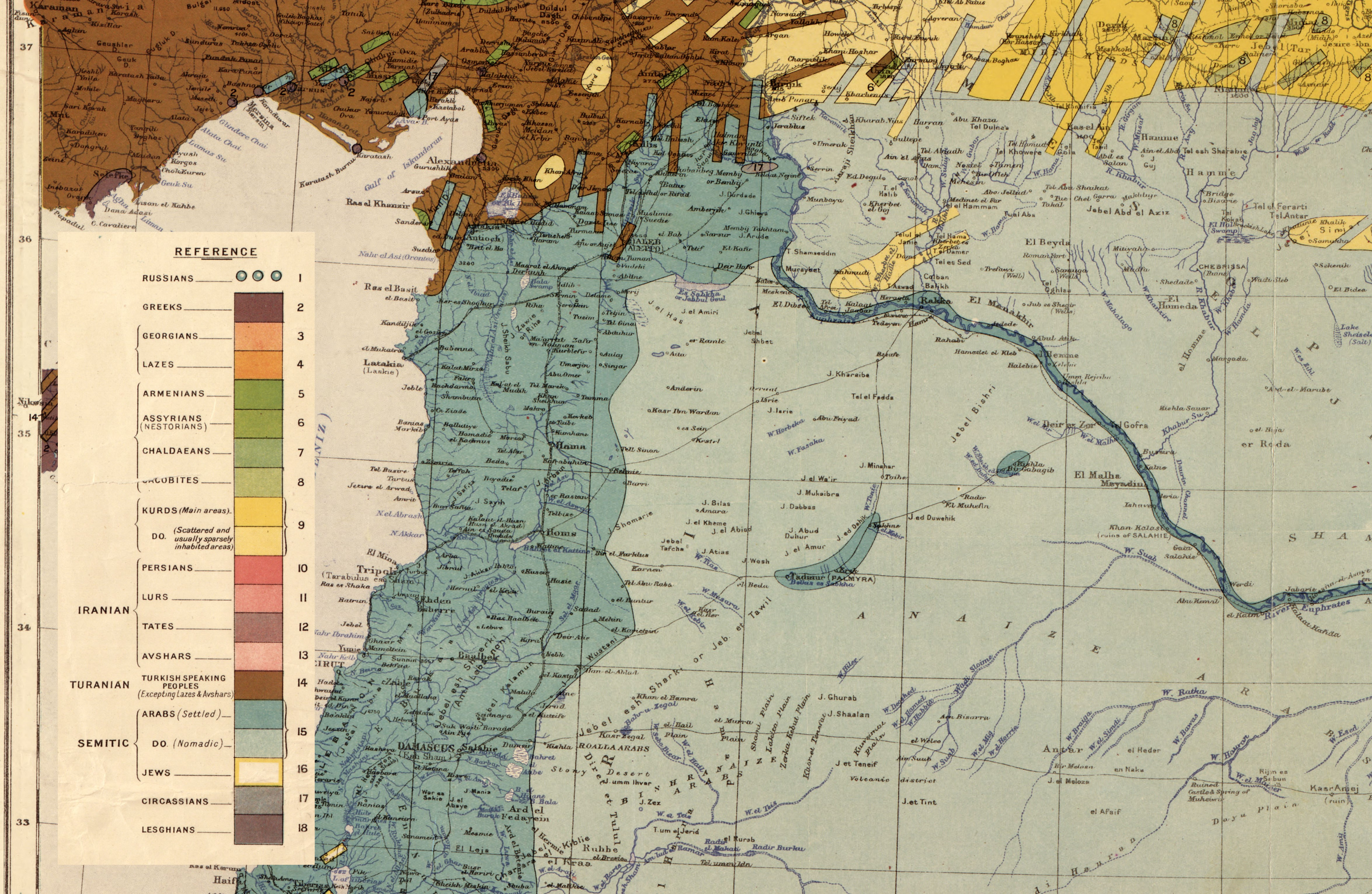
1910 Britse etnografische kaart van etnische verspreiding in Syrië

## Demografische geschiedenis en de effecten ervan op het overheidsbeleid

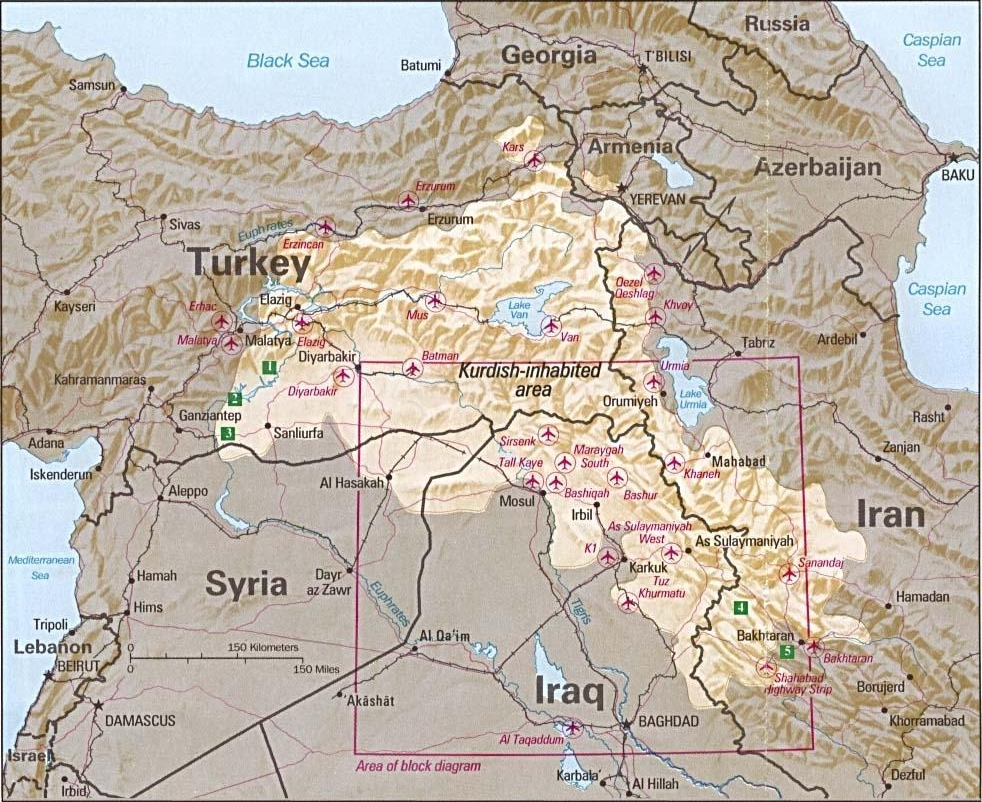
1992 CIA-kaart van gebieden bewoond door Koerden

Koerden zijn de grootste etnische minderheid in Syrië en vertegenwoordigen tussen 5 en 16% van de Syrische bevolking in 2011 - tussen 1,6 en 2,5 miljoen mensen, hoewel in deze cijfers geen Arabiserende Koerden zijn meegerekend. De Koerdische bevolking van Syrië is relatief klein in vergelijking met de Koerdische bevolking van buurlanden, zoals Turkije (14,4–16 miljoen), Iran (7,9 miljoen) en Irak (4,7–6,2 miljoen). De meerderheid van de Syrische Koerden spreekt Kurmanji, een Koerdisch dialect dat wordt gesproken in Turkije en in het noordoosten van Irak en Iran. Veel Syrische Koerden wonen in Aleppo en Damascus, die niet tot Koerdistan worden gerekend.
Er wordt geschat dat aan het begin van de XX eeuw eeuw leefde een onbekend aantal Koerden in de regio Koerd-Dagh; 16.000 Koerden woonden in de regio Jarabulus; en een onbekend aantal woonde in de provincie Jazira, waar ze waarschijnlijk de meerderheid vormden. In de jaren 1920, na het mislukken van de Koerdische opstanden in het Kemalistische Turkije, was er een aanzienlijke migratie van Koerden naar de Syrische provincie Jazira. Naar schatting zijn op dat moment 25.000 Koerden naar Syrië gevlucht. Volgens Stefan Sperl vertegenwoordigden deze Koerdische nieuwkomers destijds niet meer dan 10% van de Koerdische bevolking van Jazira. Alle verkregen het staatsburgerschap van de Franse verplichte autoriteiten, die hun landbouwvaardigheden erkenden. Uit Franse officiële rapporten blijkt dat er vóór 1927 45 Koerdische dorpen in Jazira waren. In 1929 arriveerde een nieuwe golf vluchtelingen. Verplichte autoriteiten bleven de Koerdische migratie naar Syrië aanmoedigen, en in 1939 waren er tussen de 700 en 800 dorpen. De schatting van Sperl is in tegenspraak met de schattingen van de Franse geografen Fevret en Gibert, die schatten dat in 1953 van de 146 000 habitants van Jazeera 60.000 (41%) agrarische Koerden vertegenwoordigden, 50.000 nomadische Arabieren (34%) en een kwart van de bevolking Christen.
Hoewel de Koerden een lange geschiedenis hebben in Syrië, gebruikte de Syrische regering het feit dat veel Koerden in de jaren twintig naar Syrië vluchtten om te beweren dat de Koerden niet inheems zijn in het land en om haar discriminerende beleid jegens hen te rechtvaardigen. Veel Arabisch sprekende Koerden worden door de Syrisch- Arabisch-nationalistische regering als Arabieren geclassificeerd.

Etnische opmaakkaart van Syrië uit 1976 (gebieden bewoond door Koerden zijn in roze gearceerd)